# The Overnight
The Overnight is een Amerikaanse film uit 2015, geschreven en geregisseerd door Patrick Brice. De film ging in première op 23 januari op het Sundance Film Festival in de U.S. Dramatic Competition.

## Verhaal
Alex, Emily en hun zoon RJ zijn net verhuisd van Seattle naar Los Angeles en voelen zich een beetje verloren in een stad waar ze niemand kennen. Na een toevallige ontmoeting in een nabijgelegen park met Kurt, worden ze door deze uitgenodigd voor een pizzanacht met de familie, waar ze met diens vrouw Charlotte en hun zoon Max kennis maken. Wanneer de kinderen naar bed zijn en ze verder de nacht in gaan, wordt hun date steeds interessanter.

## Rolverdeling
| Acteur            | Personage |
| ----------------- | --------- |
| Adam Scott        | Alex      |
| Taylor Schilling  | Emily     |
| Jason Schwartzman | Kurt      |
| Judith Godrèche   | Charlotte |